# یواس‌اس ماتسونیا (آی‌دی-۱۵۸۹)
یواس‌اس ماتسونیا (آی‌دی-۱۵۸۹) (به انگلیسی: USS Matsonia (ID-1589)) یک کشتی بود که طول آن ۵۰۱ فوت ۴ اینچ (۱۵۲٫۸۱ متر) بود. این کشتی در سال ۱۹۱۳ ساخته شد.